# Passiflora tripartita
Passiflora tripartita, también conocida como curuba, tumbo, purush o poro poro, es una trepadora de la familia de las pasifloráceas.

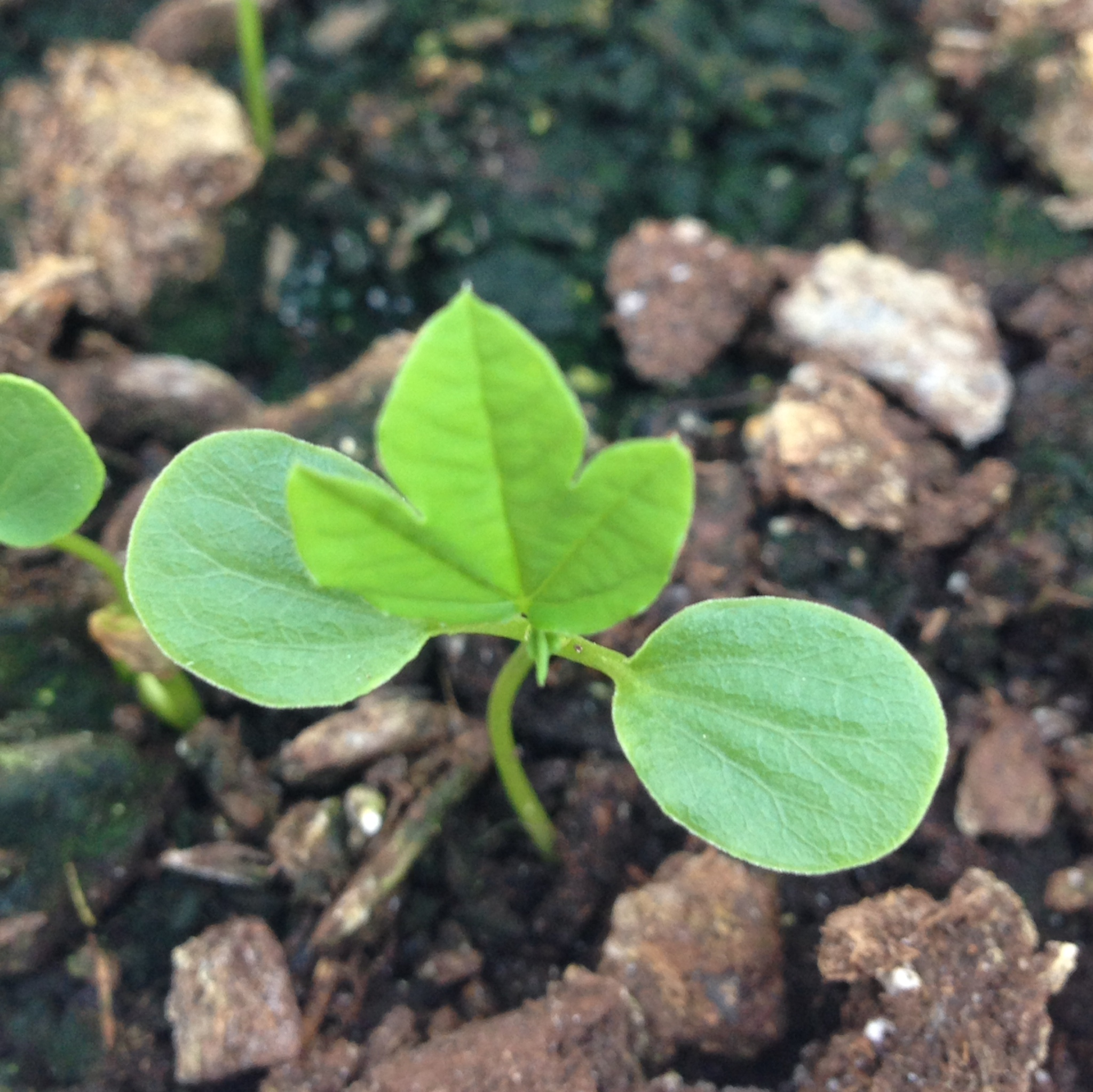
Vista de la planta.

## Distribución y hábitat
Es nativa de los Andes. donde crece tanto en la costa como en la montaña y la selva, se diferencia por el tamaño, sabor y color (amarillo, negro, rojo, etc) del fruto. También crece en Perú Bolivia, Chile, Ecuador, Colombia, Brasil, México (Michoacán) y Venezuela, en zonas con pluviosidad entre 800 a 1.500 mm anuales bien distribuidos y altitud entre los 2000 y 3200 m s. n. m.[cita requerida]

## Descripción
Enredadera con tallo redondo, estriado y velloso de hasta 6 m de largo. De ramas anguladas y hojas trilobadas, aserradas, de color verde oscuro, con vellosidad amarilla en el haz. Flor rosada con tubo de 4 a 10 cm de largo y copa campanulada. Frutos oblongos con pericarpio blando, de color amarillo al madurar, de 6 a 15 cm de largo por 3,5 a 5 cm de diámetro y un peso entre 100 a 180 g. Semillas abovadas múltiples con arilo anaranjado, suculento y comestible, usado para fabricar jugos y helados.
La curuba de Castilla o tumbo serrano, designada primero como Passiflora mollisima (H.B.K.) Bailey, 1916, es considerada actualmente como Passiflora tripartita var. mollisima (Kunth) Holm-Niels. & Jørgensen, 1988, una subespecie de P. tripartita.

## Taxonomía
Passiflora tripartita fue descrita por (Juss.) Poir. y publicado en Encyclopédie Méthodique. Botanique ... Supplément 2: 843. 1811.
Etimología
Ver: Passiflora
tripartita: epíteto latíno que significa "tres partes"
Sinonimia
- Passiflora psilantha (Sodiro) Killip
- Passiflora tripartita var. tripartita

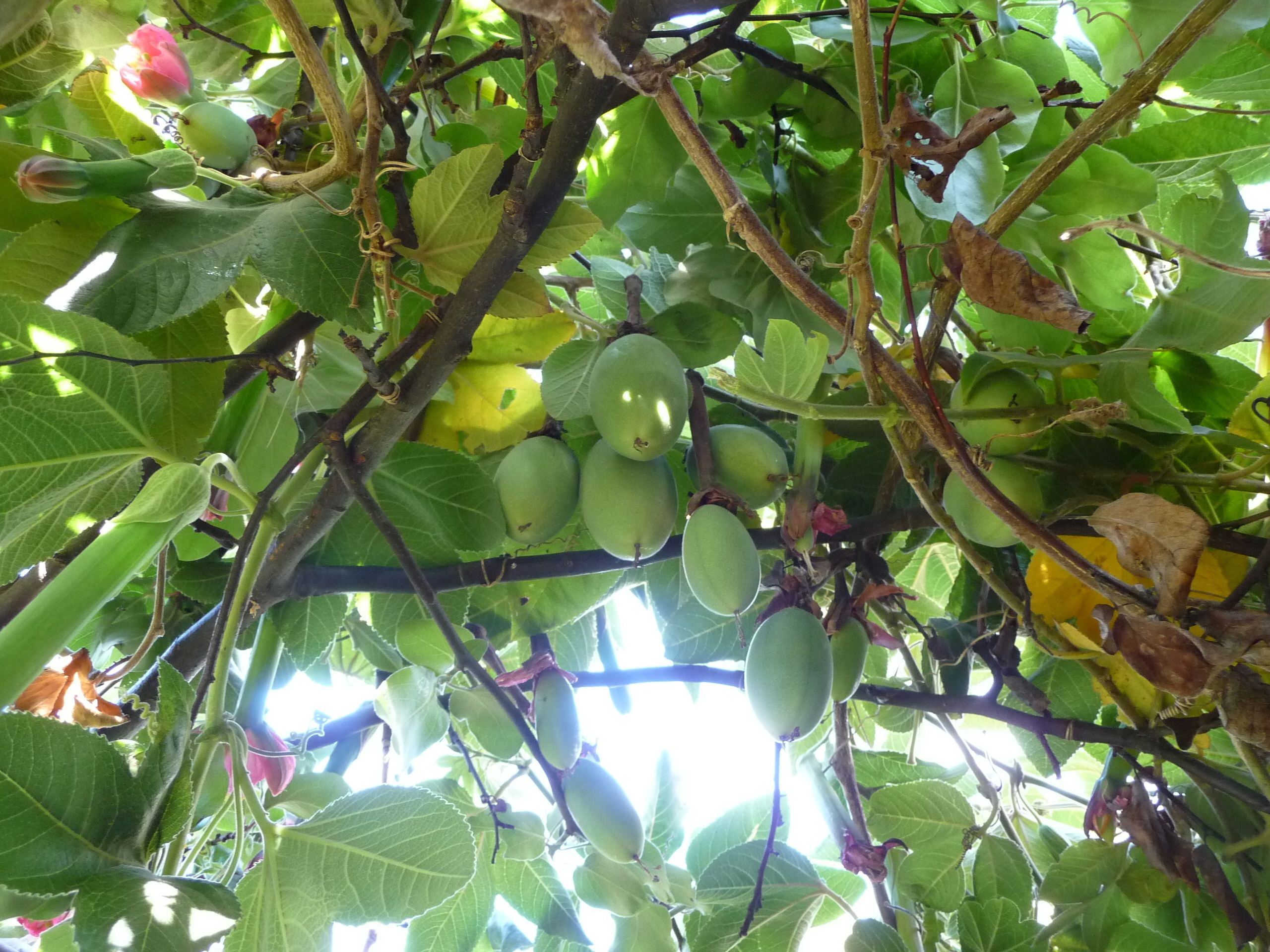
Árbol de tumbo

- Tacsonia psilantha Sodiro
- Tacsonia tripartita Juss.[3]